# Jan Ambros
Jan Ambros Edler von Rechtenberg (ur. 21 czerwca 1744, zm. 20 maja 1815 we Lwowie) – profesor prawa kanonicznego i kryminalnego na Uniwersytecie Lwowskim, rektor Uniwersytetu w latach 1789–1790 oraz dyrektor Liceum Lwowskiego w latach 1805–1806. W 1790 otrzymał nobilitację szlachecką z herbem własnym.
Doktor praw Uniwersytetu Wiedeńskiego.